# Alapelemek

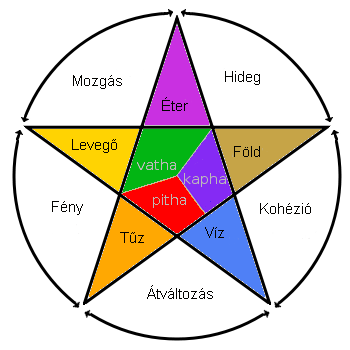
Az ájurvédában az öt elem viszonylata

Az ókorban, mielőtt az elemeket megismerte volna az emberiség, úgy tartották, hogy minden anyag olyan egyszerű alapelemekből áll, melyek tovább már nem bonthatóak. Az európai filozófia és alkímia tana alapján a világot felépítő alapelemek vagy őselemek: a föld, a tűz, a víz és a levegő, valamint az ötödik elem, a kvinta esszencia – több alkimistánál éter. A kémiai elemek felfedezésével ez az elmélet elvesztette tudományos jelentőségét, tudománytörténeti érdekességgé alakult. Spirituális, ezoterikus jelentősége viszont a mai napig fennmaradt.

## Az öt alapelem
- Kína: Az öt keleti őselem
- Európa: A nyugati öt alapelem
- India: tantrizmus: Az öt tattva
- India: Védikus fizika

## A négy elem a tudományban

### Fizika, kémia
Arisztotelész elmélete volt az első írott tudományos munka Európában a minket körülvevő világ felépítéséről, ő mindent a négy elem különböző arányú elegyeként írt le. A dolgok tulajdonsága pedig az elemekhez társított négy alaptulajdonságból tevődik össze.
Minden elemhez két-két alaptulajdonság tartozott:
- Föld: száraz, hideg
- Levegő: nedves, meleg
- Tűz: száraz, meleg
- Víz: nedves, hideg

Ez az elmélet hosszú időn át tartotta magát, bár már korábban is voltak olyan elméletek, melyek cáfolták ezt. Démokritosz, amikor közzétette az anyagok felépítéséről szóló elméletét, miszerint minden anyag kis oszthatatlan részekből (atomosz) épül fel, úgy vélte, hogy véges sok ilyen részecske létezik.
A négyhez mint misztikus számhoz való ragaszkodás még a 20. században is jelen volt a tudományban, így amikor a pozitron felfedezésével négyre nőtt az elemi részecskék száma, sokan úgy gondolták, meglelték a négy „őselemet”; ez a neutrínó felfedezésével megbukott. Az alapvető kölcsönhatások száma még ma is négy.

### Pszichológia
Amikor a levegő magával ragad,

a tűz pedig az ereidben tombol.

A föld megmozdul a lábad alatt,

a víz pedig hirtelen rád zúdul a semmiből.
Carl Jung négy személyiségtípust állított fel, két extrovertáltat (kolerikus, szangvinikus) és két introvertáltat (flegmatikus, melankolikus). Ezekbe a csoportokba ma Katherine Briggs és Isabel Myers típusindikátora alapján soroljuk be az embereket. Ezekhez a személyiségtípusokhoz később hozzárendelték a négy elemet.
- Kolerikus = Tűz
- Melankolikus = Föld
- Szangvinikus = Levegő
- Flegmatikus = Víz

## A négy elem az ezoterikában
Most halld a minden négyrét hajtott Gyökereit:
Az élettel telítő Hérát, Hádészt, a fénylő Zeuszt,
És Nesztiszt, ki megtölti a halandó forrásokat könnyeivel.
A négy elem már az emberiség történelmének kezdetétől spirituális jelentőséggel bír, ennek ellenére első mágikus (ezoterikus) rendszerezése és leírása Empedoklész nevéhez köthető, aki az i.e. 5. században élt, Szicíliában. Tetraszomia, avagy A négy elem doktrínája című művében nem elemeknek (sztoikheia), hanem gyökereknek (rhizai) nevezte az őselemeket, ezzel is utalva arra, hogy ezek mindennek a forrásai. Minden elemre számos kifejezést alkalmazott (Föld = talaj, Héra; Levegő = ég, Menny, Zeusz; Víz = tenger, Abyss [föld alatti víz], Nesztisz [Perszephoné]; Tűz = Nap, láng, pokol [Tartarosz], Hadész), így utalva a világban betöltött szerepükre és kapcsolatukra az istenekkel.
Az elemekhez később is hozzákapcsolták a különböző jelenségeket, tárgyakat, égitesteket, a zodiákus jegyeit. A legtöbb ezoterikus műben mindennek megvan a kapcsolata az elemekkel. Különböző szerzők (Eliphas Lévi, Gerard Gardner) műveiben a kapcsolatok néhány ponton eltérnek egymástól. Az alábbiakban a Gerard Gardner-féle, úgynevezett gardneriánus kapcsolati rendszer olvasható.
| Elem          | Föld                                                                                             | Levegő                                                               | Tűz | Víz                                                                                           |
| ------------- | ------------------------------------------------------------------------------------------------ | -------------------------------------------------------------------- | --- | --------------------------------------------------------------------------------------------- |
| Égitest       | Föld, Szaturnusz, Vénusz                                                                         | Merkúr, Jupiter                                                      | Nap, Mars                                                                                                  | Hold, Neptunusz, Uránusz                                                                      |
| Évszak        | tél                                                                                              | tavasz                                                               | nyár | ősz                                                                                           |
| Égtáj         | észak                                                                                            | kelet                                                                | dél | nyugat                                                                                        |
| Időszak       | éjfél                                                                                            | hajnal                                                               | dél | alkonyat                                                                                      |
| Állatövi jegy | Bika, Szűz, Bak                                                                                  | Ikrek, Mérleg, Vízöntő                                               | Kos, Oroszlán, Nyilas                                                                                      | Rák, Skorpió, Halak                                                                           |
| Ásvány        | kősó, hegyikristály, achát, karneol, smaragd, tigrisszem                                         | topáz                                                                | opál, pirit, ametiszt, tűzgránát                                                                           | jade, igazgyöngy, kalcedon, lapis lazuli                                                      |
| Szín          | fekete, barna, zöld, fehér                                                                       | pasztellszínek, fehér, világoskék                                    | piros, arany, narancssárga                                                                                 | kék, zöld                                                                                     |
| Füstölőszer   | benzoe, stórax                                                                                   | fenyőtömjén, mirha                                                   | rózsa, tömjén                                                                                              | lótusz, káka                                                                                  |
| Növény        | kökörcsin, árpa, tölgy, disznóparéj                                                              | szellőrózsa, nyárfa, füge, árvácska, kankalin, ibolya                | éger, kakaó, hibiszkusz, mandula, pipacs, rózsa, mustár, csalán, hagymafélék                               | páfrány, gombák, nád, moha, liliom, vízitorma, lótusz                                         |
| Állat         | szarvasmarha, bölény, vakond                                                                     | sas, héja, fecske                                                    | szalamandra, oroszlán, ló                                                                                  | halak, krokodil, rákok, kagylók                                                               |
| Jelkép        | gabonaszem, földgömb, homok, kő                                                                  | madártoll, léggömb, szélmalom, papírsárkány                          | szvasztika, gyertya, gyufa                                                                                 | korsó, hullám, könny, esőcsepp, hópihe                                                        |
| Fogalmak      | élet, születés, növekedés, természet, élelem, virágzás, csend, bölcsesség, erő, szilárdság, test | gondolat, repülés, tudás, értelem, szél, magasság, szaglás, megérzés | energia, aktivitás, pusztítás, hőség, láng, tisztulás, szellem, harag, akarat, gyógyítás, szenvedély, öröm | termékenység, bánat, változás, együttérzés, fogékonyság, titok, mámor, vakmerőség, tudattalan |
| Jellemvonások | érzelmes, búskomor, nőies                                                                        | elmélkedő, férfias                                                   | romboló, férfias, fallikus                                                                                 | nőies, beszédes                                                                               |
| Segédeszközök | pentákulum                                                                                       | kard, athame                                                         | füstölőedény, varázspálca                                                                                  | kehely, üst                                                                                   |